# Маврикій на літніх Олімпійських іграх 2008
На XXIX літніх Олімпійських іграх, що проходили в Пекіні у 2008 році, Маврикій був представлений 11 спортсменами (6 чоловіками та 5 жінками) у семи видах спорту. Прапороносцем на церемоніях відкриття і закриття Олімпійських ігор був бігун Стефан Букленд.
Країна всьоме за свою історію взяла участь у літніх Олімпійських іграх. Боксер Брюно Жюлі, вигравши бронзу у категорії до 54 кг, приніс Маврикію першу в історії олімпійську медаль у всіх видах спорту.

## Спортсмени
| Дисципліна      | Чоловіки | Жінки | Разом |
| --------------- | -------- | ----- | ----- |
| Бадмінтон       | 0        | 1     | 1     |
| Бокс            | 2        | 0     | 2     |
| Важка атлетика  | 1        | 0     | 1     |
| Велоспорт       | 0        | 1     | 1     |
| Легка атлетика  | 2        | 1     | 3     |
| Плавання        | 1        | 1     | 2     |
| Стрільба з лука | 0        | 1     | 1     |
| Разом           | 6        | 5     | 11    |

## Досягнення спортсменів

### Бадмінтон
Жінки
| Спортсмен/Дисципліна         | 1/32 | 1/16                             | 1/8               | 1/4               | 1/2               | Фінал             |
| ---------------------------- | ---- | -------------------------------- | ----------------- | ----------------- | ----------------- | ----------------- |
| Карен Фу Куне Індивідуальний |      | 10 серпня 2008 КНР Лу Лань П 0-2 | вибула зі змагань | вибула зі змагань | вибула зі змагань | вибула зі змагань |

### Бокс
Маврикій представляли двоє боксерів, що кваліфікувалися на другому африканському відбірковому турнірі.
| Спортсмен     | Вага     | Перший раунд                       | Другий раунд                   | Чвертьфінал                    | Півфінал                 | Фінал              |                  |
| Спортсмен     | Вага     | Суперник Результат                 | Суперник Результат             | Суперник Результат             | Суперник Результат       | Суперник Результат |                  |
| ------------- | -------- | ---------------------------------- | ------------------------------ | ------------------------------ | ------------------------ | ------------------ | ---------------- |
| Брюно Жюлі    | До 54 кг | Емануел Табісо Нкету Перемога 17-8 | Хуршид Тожібаєв Перемога 16-4  | Ектор Мансанілья Перемога 13-9 | Янк'єль Леон Поразка 5-7 |                    |                  |
| Рішарно Колен | До 64 кг | Майк Карвалью Перемога 15-11       | Геннадій Ковальов Поразка 2-11 | Вибув зі змагань               | Вибув зі змагань         | Вибув зі змагань   | Вибув зі змагань |

### Важка атлетика
Чоловіки
| Спортсмен/Категорія  | Ривок     | Ривок | Поштовх   | Поштовх | Сума | Загальне місце |
| Спортсмен/Категорія  | Результат | Місце | Результат | Місце   | Сума | Загальне місце |
| -------------------- | --------- | ----- | --------- | ------- | ---- | -------------- |
| Раві Бхолла До 94 кг | 125       | 18    | 150       | 16      | 275  | 16             |

### Велоспорт

#### Шосейні гонки
Жінки
| Спортсмен        | Дисципліна    | Час               | Місце |
| ---------------- | ------------- | ----------------- | ----- |
| Аурелі Хальбвахс | Групова гонка | 3г 52:11 (+19:47) | 62    |

### Легка атлетика
Чоловіки
| 200 м | Стефан Букленд | 20.98 | 37 | 20.37            | 8                | 20.48            | 12               | вибув зі змагань | вибув зі змагань | вибув зі змагань | вибув зі змагань | вибув зі змагань | вибув зі змагань |
| 400 м | Эрік Милазар   | 46.06 | 33 | вибув зі змагань | вибув зі змагань | вибув зі змагань | вибув зі змагань | вибув зі змагань | вибув зі змагань |                  |                  |                  |                  |

Жінки
| Спортсмен | Дисципліна      | Кваліфікація | Кваліфікація | Півфінали         | Півфінали         | Фінал             | Фінал             |
| Спортсмен | Дисципліна      | Результат    | Місце        | Результат         | Місце             | Результат         | Місце             |
| --------- | --------------- | ------------ | ------------ | ----------------- | ----------------- | ----------------- | ----------------- |
| 800 м     | Аннабель Ласкар | 2:06.11      | 34           | вибула зі змагань | вибула зі змагань | вибула зі змагань | вибула зі змагань |

### Плавання
Чоловіки
| Спортсмен  | Дисципліна           | Кваліфікація | Кваліфікація | Півфінал         | Півфінал         | Фінал            | Фінал            |
| Спортсмен  | Дисципліна           | Час          | Місце        | Час              | Місце            | Час              | Місце            |
| ---------- | -------------------- | ------------ | ------------ | ---------------- | ---------------- | ---------------- | ---------------- |
| Гаель Адам | 100 м вільним стилем | 52.35        | 57           | вибув зі змагань | вибув зі змагань | вибув зі змагань | вибув зі змагань |

Жінки
| Спортсмен      | Дисципліна          | Кваліфікація | Кваліфікація | Півфінал          | Півфінал          | Фінал             | Фінал             |
| Спортсмен      | Дисципліна          | Час          | Місце        | Час               | Місце             | Час               | Місце             |
| -------------- | ------------------- | ------------ | ------------ | ----------------- | ----------------- | ----------------- | ----------------- |
| Діане Ет'єнетт | 50 м вільним стилем | 28.83        | 63           | вибула зі змагань | вибула зі змагань | вибула зі змагань | вибула зі змагань |

### Стрільба з лука
В стрільбі з лука на Олімпійські ігри від Маврикія кваліфікувалась одна спортсменка — Веронік Мар'є Д’Уненвілль
Жінки
| Спортсмен/Дисципліна                     | Відбірковий раунд | Відбірковий раунд | 1/32                                       | 1/16              | 1/8               | 1/4               | 1/2               | Фінал             | Загальне місце |
| Спортсмен/Дисципліна                     | Очки              | Місце             | Результат                                  | Результат         | Результат         | Результат         | Результат         | Результат         | Загальне місце |
| ---------------------------------------- | ----------------- | ----------------- | ------------------------------------------ | ----------------- | ----------------- | ----------------- | ----------------- | ----------------- | -------------- |
| Веронік Мар'є Д’Уненвілль Індивідуальний | 605               | 53                | 8 серпня 2008 Мексика Аіда Роман П' 97-108 | вибула зі змагань | вибула зі змагань | вибула зі змагань | вибула зі змагань | вибула зі змагань | 59             |